# Macronaso iris
Macronaso iris är en insektsart som beskrevs av Alexander Fyodorovich Emeljanov 2008. Macronaso iris ingår i släktet Macronaso och familjen Dictyopharidae. Inga underarter finns listade i Catalogue of Life.